# Gemeentehuis van Sint-Gillis
Het stadhuis van Sint-Gillis (Frans: Hôtel de ville de Saint-Gilles) is een gebouw in de Belgische gemeente Sint-Gillis in het Brussels Hoofdstedelijk Gewest. Het gebouw staat aan het Maurice Van Meenenplein. Het is het meesterwerk van architect Albert Dumont, gebouwd in de periode 1900-1904.

## Geschiedenis
Het gebouw draagt het opschrift "stadhuis" (Frans: hôtel de ville), hoewel Sint-Gillis een gemeente is. De burgervaderen beriepen zich op het (toen reeds lang gesloopte) Fort van Monterey als een versterking die hen het recht gaf om zich stad te noemen.
Het vroegere stadhuis van Sint-Gillis op het Sint-Gillisvoorplein werd op het einde van de 19de eeuw te klein. De gemeenteraad besliste in 1896 een nieuw onderkomen op te trekken op een oude zandgroeve in het zuiden van de gemeente. Er werd een architectuurwedstrijd uitgeschreven en uit meer dan twintig inzendingen koos men voor een ontwerp van Albert Dumont in Franse neorenaissance. De architect had acht jaar ervaring met het bouwen van villa's in de duinen van De Panne, wat relevant werd geacht vanwege de zanderige ondergrond waarop het gemeentehuis moest komen. Dumont liet zich bijstaan door zijn schoonbroer Auguste Hebbelynck en door de aannemer Monnoyer. In september 1900 werd de eerste steen gelegd en op 24 juli 1904 werd het gemeentehuis ingehuldigd. Met ongeveer 3 miljoen frank lagen de kosten dubbel zo hoog als oorspronkelijk geraamd. 
In 1988 werd het gebouw als monument beschermd. De buitenzijde werd tussen 1990 en 2002 volledig gerestaureerd.

## Beschrijving
Het gebouw van 4.267 m² heeft twee gebogen vleugels die de bezoekers als het ware omarmen. De rijkelijk versierde bekleding bestaat uit nobele materialen: een sokkel uit roze Vogezengraniet, zandsteen uit Savonnières en Euville, Boomse baksteen en hardsteen.

### Buitenversiering

#### Voorgevel

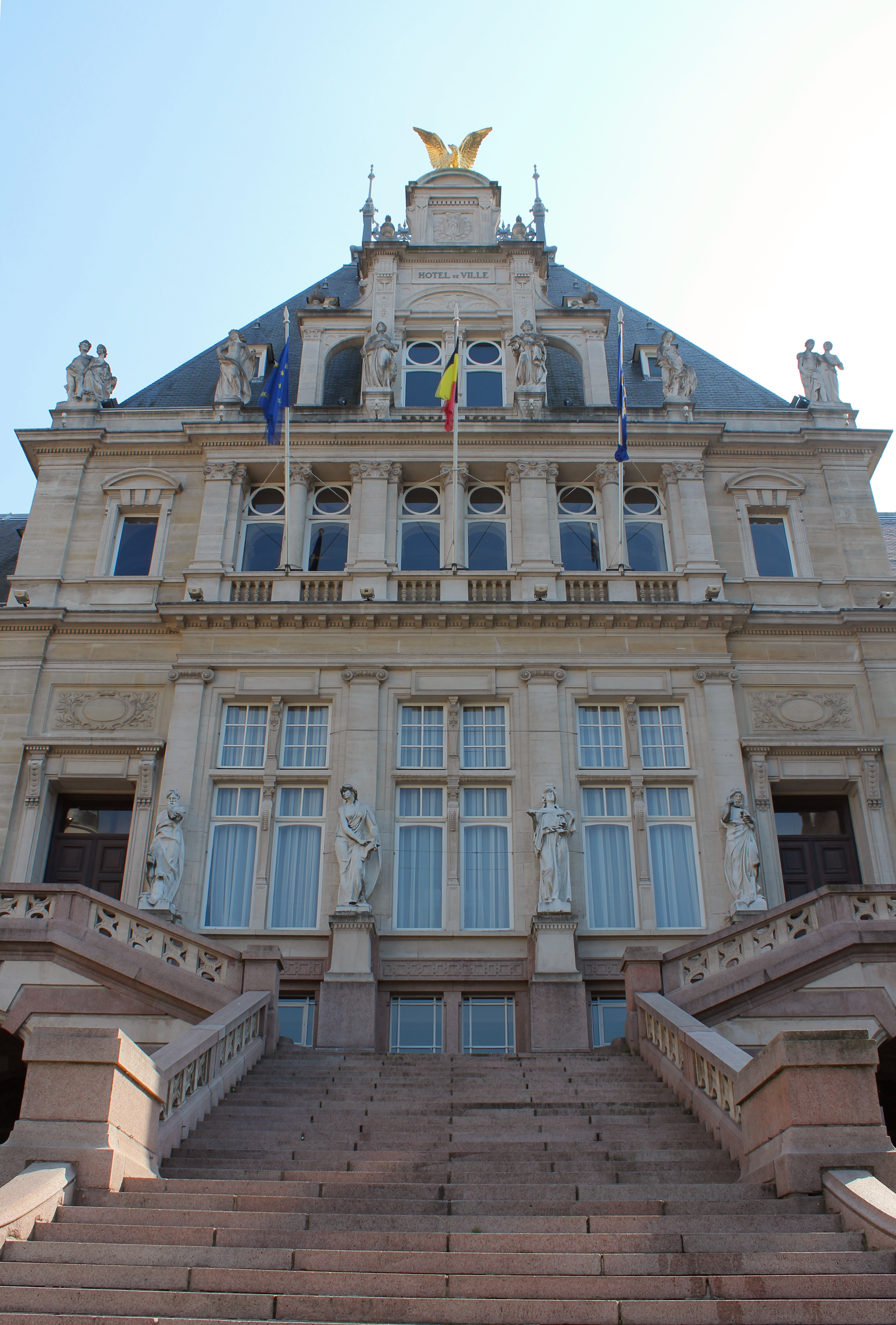
Voorgevel

Op de kroonlijst staan zes standbeelden in Euvillesteen. Ze vormen een allegorische representatie van de zaken die de gemeente ter harte moet nemen:
- Solidariteit, door Victor Rousseau: koppel dat een fruitmand deelt
- Volksgezondheid, door Pieter Braecke
- Openbare Veiligheid, door Jean Baptiste De Keyser: vrouw met een hond
- Financiën, door Désiré Weygers: vrouw met hoorn des overvloeds
- Armenzorg, door Léandre Grandmoulin
- Onderlinge bijstand, door Alphonse de Tombay: vrouw die een bejaarde helpt

Nog hoger prijkt een vergulde arend van Alfred-Egide Crick, symbool van de kracht.
Wie de eretrap oploopt, ontmoet vier allegorische figuren in wit carraramarmer:
- Arbeid, door Julien Dillens: man met onderbroken werkstuk
- Onderwijs, door Jacques de Lalaing: vrouw wijzend naar boek
- Gerechtigheid, door Jacques de Lalaing: vrouw met zwaard en weegschaal
- Recht, door Julien Dillens: man met wetboeken onder de arm

#### La Déesse du Bocq

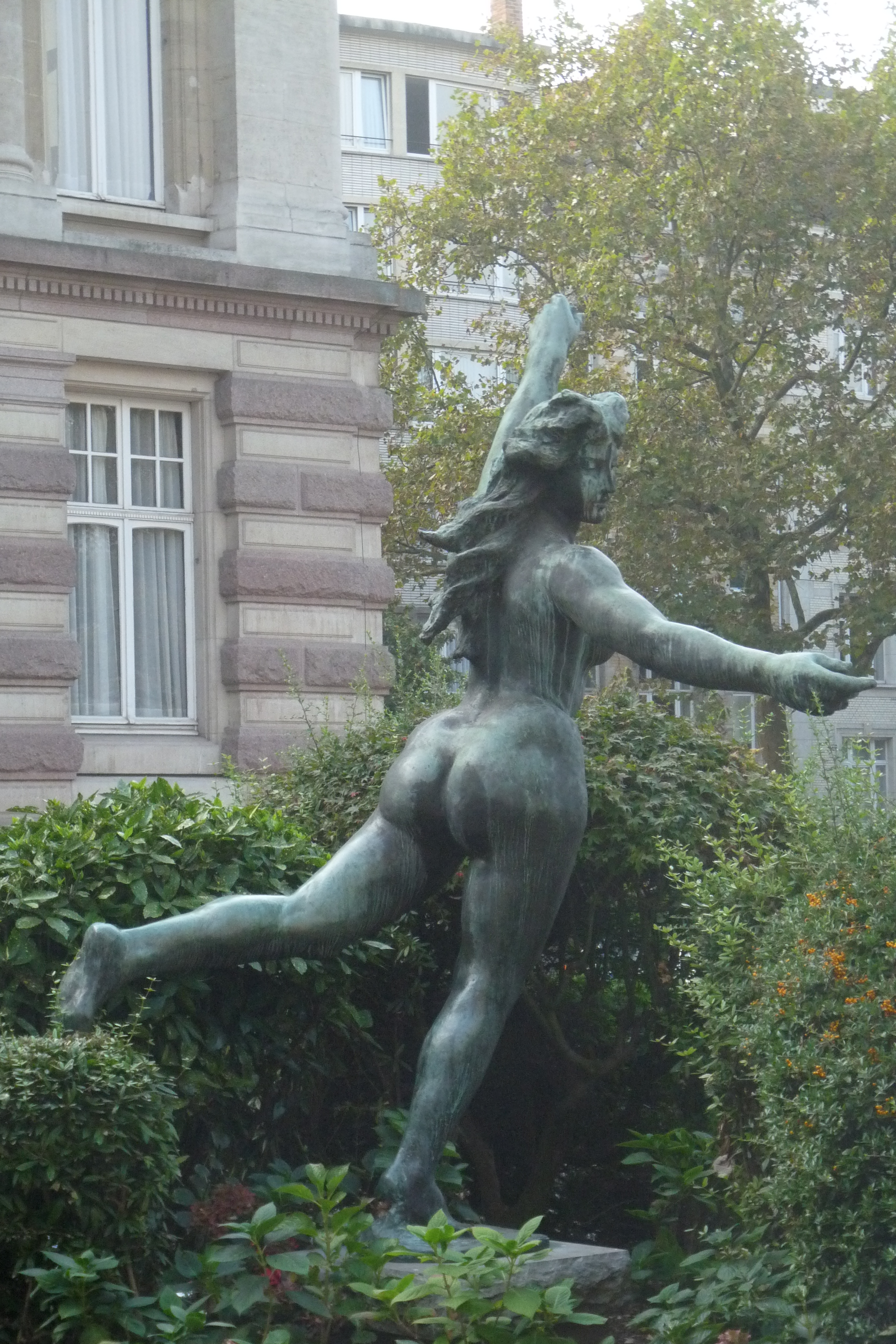

De Godin van de Bocq is een bronzen naaktsculptuur van de hand van Jef Lambeaux. Hij had de opdracht in 1894 gekregen van de gemeente om de stichting van de Brusselse watermaatschappij te memoreren. De frivole dame incarneert de Bocqrivier, waar het water gewonnen wordt. Ze moest onderdeel vormen van een fontein voor het stadhuis, maar architect Dumont verzette zich hiertegen. Het beeld, dat toch al gemaakt was, werd dan maar los opgesteld. Het veroorzaakte echter schandaal en werd vele decennia weggeborgen in de kelders van een nabijgelegen school. In 1976 kreeg het alsnog een ereplaats voor de hoofdingang. Verbaasd moest men vaststellen dat de godin toch niet zo verwaarloosd was geweest tijdens haar verblijf in de kelder: de rechterborst blonk van de liefkozingen en werd weer dof gemaakt.

#### Oostpaviljoen
De gevel van het linker paviljoen bevat twee nissen met daarin:
- Kunst, door Isidore De Rudder: man met standbeeld
- Wetenschap, door Charles Samuel: vrouw met wereldbol

Op de kroonlijst erboven staan het Water van Godefroid De Vreese en het Gas van Ferdinand Schirren. In het torentje is een bas-reliëf van Jean-Marie Hérain verwerkt: de Vruchtbaarheid. Het paviljoen wordt bekroond door Joseph Baudrenghiens gulden haan, symbool van het licht.

#### Oostkant
Aan de zijingang kant Lombardijestraat staat een bronzen brandweerman van Victor de Haan. In de gevelnissen links van hem:
- Letteren, door Alphonse de Tombay: vrouw met potlood
- Wetenschap, door Alphonse de Tombay: vrouw die een open boek toont

#### Westpaviljoen
De gevel van het rechter paviljoen bevat twee nissen met daarin:
- Nijverheid, door Henri Boncquet: man met groenten- en fruitmand
- Handel, door Arsène Matton: man met caduceus

Op de kroonlijst erboven staan vier beelden:
- Tramwezen, door Jacques Marin: vrouw met wiel
- Moederschap, door Eugène Canneel: vrouw die een kindje wiegt
- Kinderbescherming, door Eugène Canneel: vrouw die een kind beschermt
- Elektriciteit, door Paul Dubois

Het bas-reliëf in het torentje is van Edouard Roskam en stelt de Rijkdom voor. Het paviljoen wordt bekroond door Egide Rombaux' gulden uil, symbool van de wijsheid.

#### Westkant
Aan de zijingang kant Arthur Diderichstraat staat een bronzen arbeider van Paul Stoffyn. In de gevelnissen rechts van hem:
- Schilderkunst, door Paul Dubois: vrouw met palet en penseel
- Beeldhouwkunst, door Paul Dubois: vrouw met beeld

#### Toren
De 41 meter hoge toren in rode baksteen is als een belfort, maar bevat geen klokken. Op de hoeken zitten de vier Vermaardheden van Léon Vogelaar, klaar om hun verguld bronzen klaroenen te doen schallen.

### Interieur
Binnen is het stadhuis nog rijkelijker versierd dan aan de buitenzijde. Honderden fresco's, schilderijen en sculpturen geven het de allure van een waar museum. De kern van de collectie gaat terug op een legaat aan de gemeente in 1915 van de schilder en kunstverzamelaar Léopold Speeckaert.

#### Traphal
Bij het binnenkomen wordt de blik aangetrokken door de plafondschildering van André Cluysenaar naar een ontwerp van zijn vader Alfred. Albert Ciamberlani en Jacques de Lalaing namen de wanden voor hun rekening.
Op de trap staan drie befaamde beeldhouwwerken: de originele Waterdraagster van Julien Dillens, een marmeren beeld van Jef Lambeaux (De Wellust) en zijn zelfportret, gezeten op een stoel, in brons.

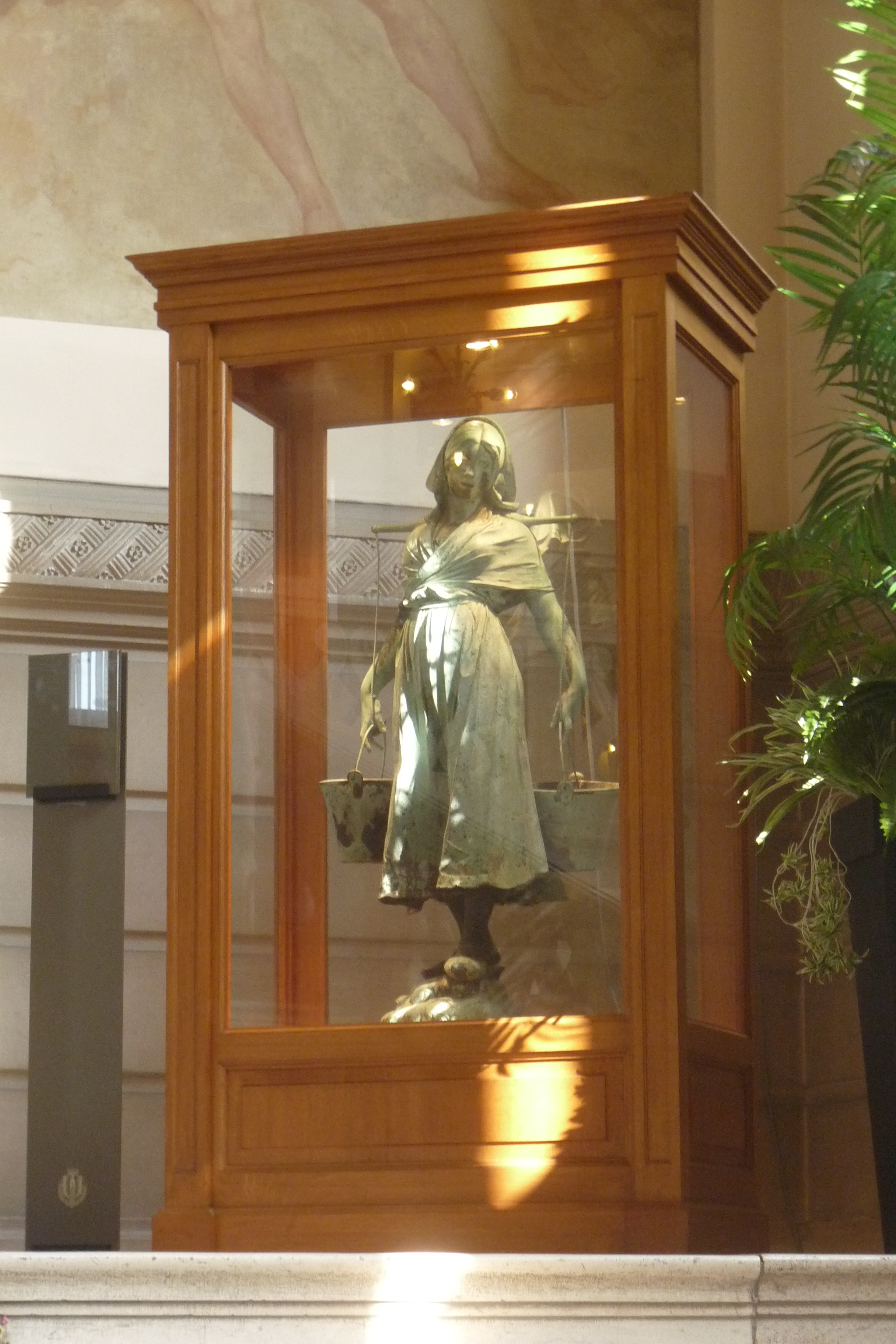
Waterdraagster
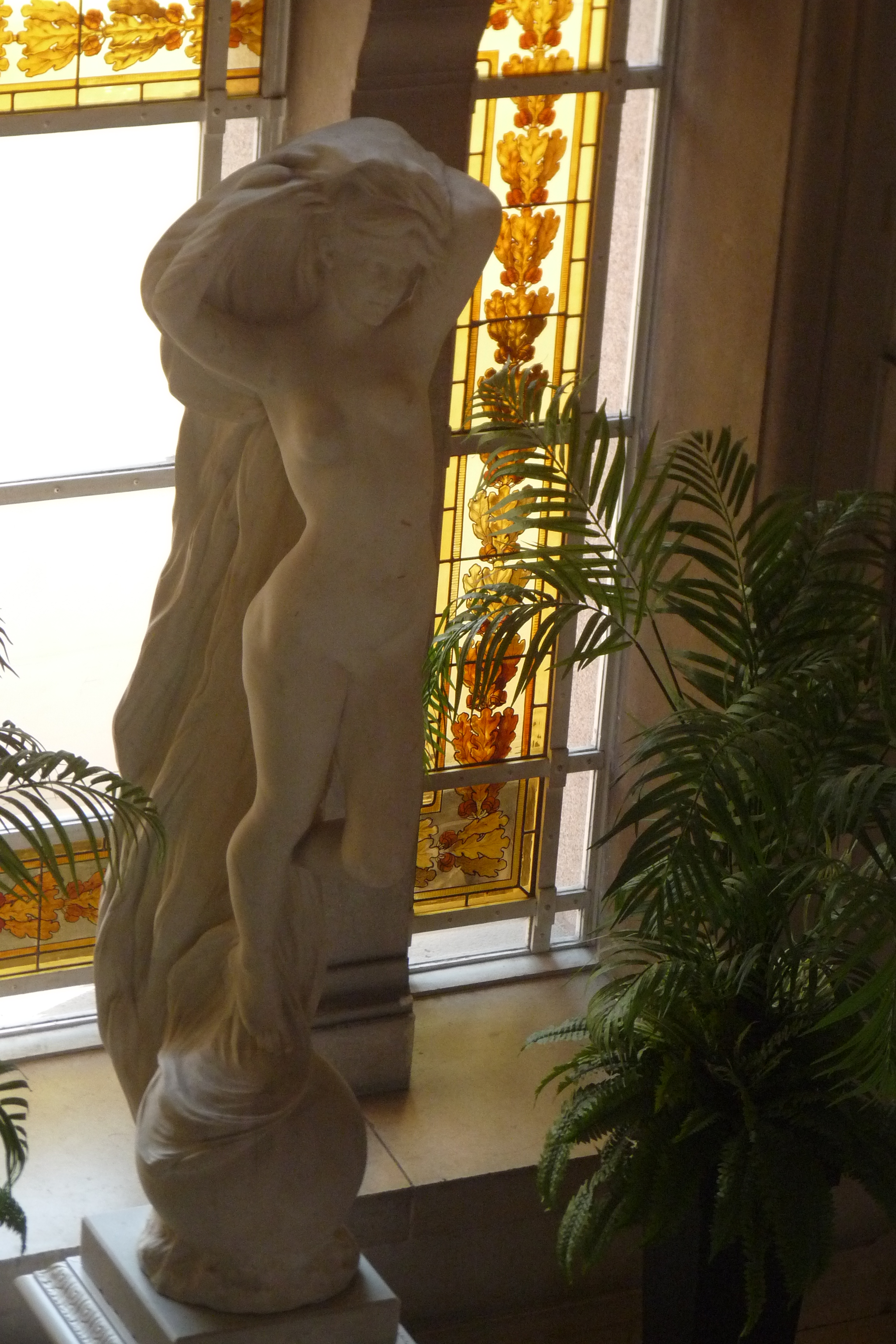
Volupté
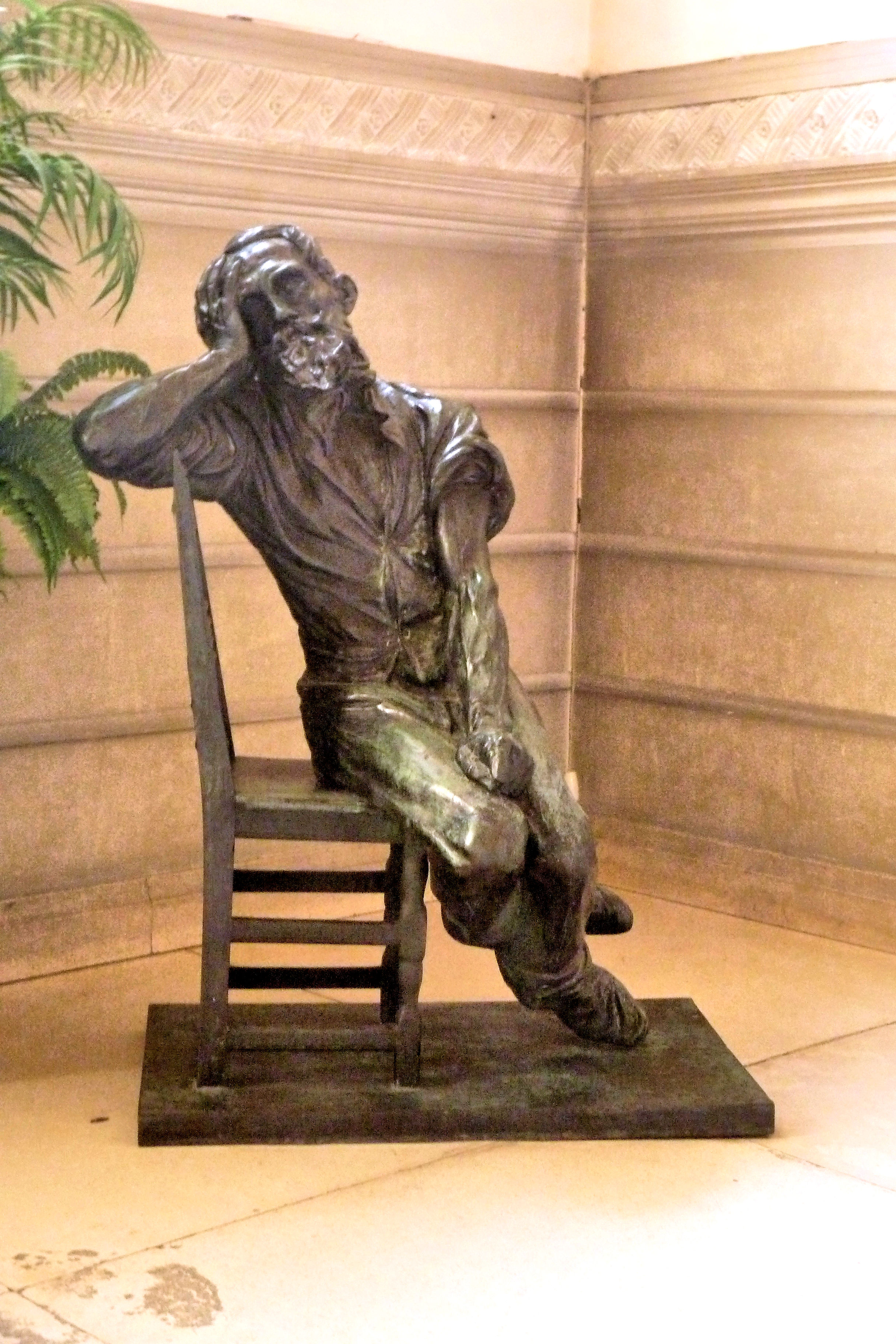
Zelfportret

#### Europazaal

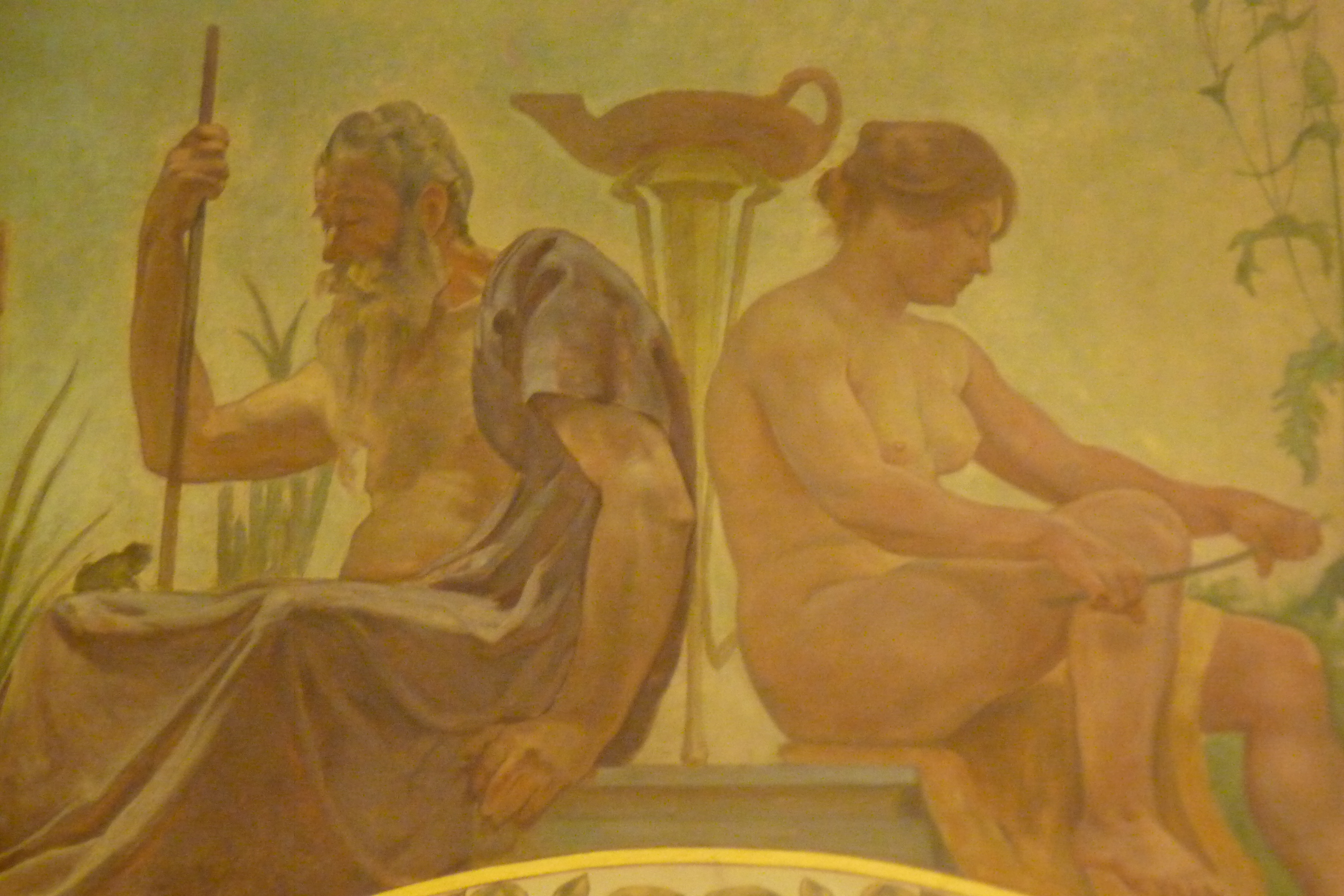
Ervaring en Verdraagzaamheid

Bovenaan de trap betreedt men de Europazaal. Hier heeft Omer Dierickx op het tongewelf de Vrijheid afgebeeld die nederdaalt op de wereld onder de toejuiching van de Mensheid.
Op een boogpaneel boven de ingang naar de Raadszaal, zetelt de Raad der Wijzen. De pendant boven de ingang naar de Trouwzaal toont een huwelijksfeest.

#### Raadszaal
In de zaal waar de gemeenteraad vergadert zijn muurschilderingen aangebracht door Eugène Broerman. Hij had een programma opgesteld rond de groei van de gemeente en haar educatieve taak, maar de uitvoering ervan werd onderbroken door de Eerste Wereldoorlog. Het geheel is onvoltooid gebleven.

#### Trouwzaal
De trouwzaal valt op door het symbolistische plafond van Fernand Khnopff. De vijftien gemaroufleerde doeken werden er in 1915 aangebracht en zijn in 2006 gerestaureerd. Khnopff verbeeldde onder meer, met spaarzaam penseel, hoe de mannelijke kracht het ongeluk verdrijft en de vrouwelijke gratie het geluk aantrekt. Het centrale doek is Dag en Nacht dragen de cirkel van de dierenriem. Op de kleinere panelen zijn voorts de Vier Elementen weergegeven.
Aan de muren hangen unieke zijdetapijten door het echtpaar De Rudder. Isidore maakte de kartons en Hélène Du Ménil borduurde ze met zijdedraad op zijdedoek. Het thema is de fasen van het leven (Les âges de la vie): verloving, huwelijk, familie, geboorte, werk, vrije tijd, rust en levenseinde. De doeken zijn eveneens in 2006 gereinigd. Door het niet gebruiken van de zonnewering waren ze enigszins verbleekt.
Verder bevinden zich in de zaal vier grote schilderijen van Emile Fabry, waarop de Vier Jaargetijden te zien zijn.

#### Cereszaal
De hal vóór de ingang naar de Cereszaal wordt gedomineerd door een reusachtig doek van Alfred Stevens en Henri Gervex. Het toont de intocht van Napoleon in Parijs en was deel van een 120 meter lang panorama voor de Wereldtentoonstelling van 1889.
Binnen staat een sierschouw in roze onyx, waarin een Ceresbeeld van Egide Rombaux is verwerkt.

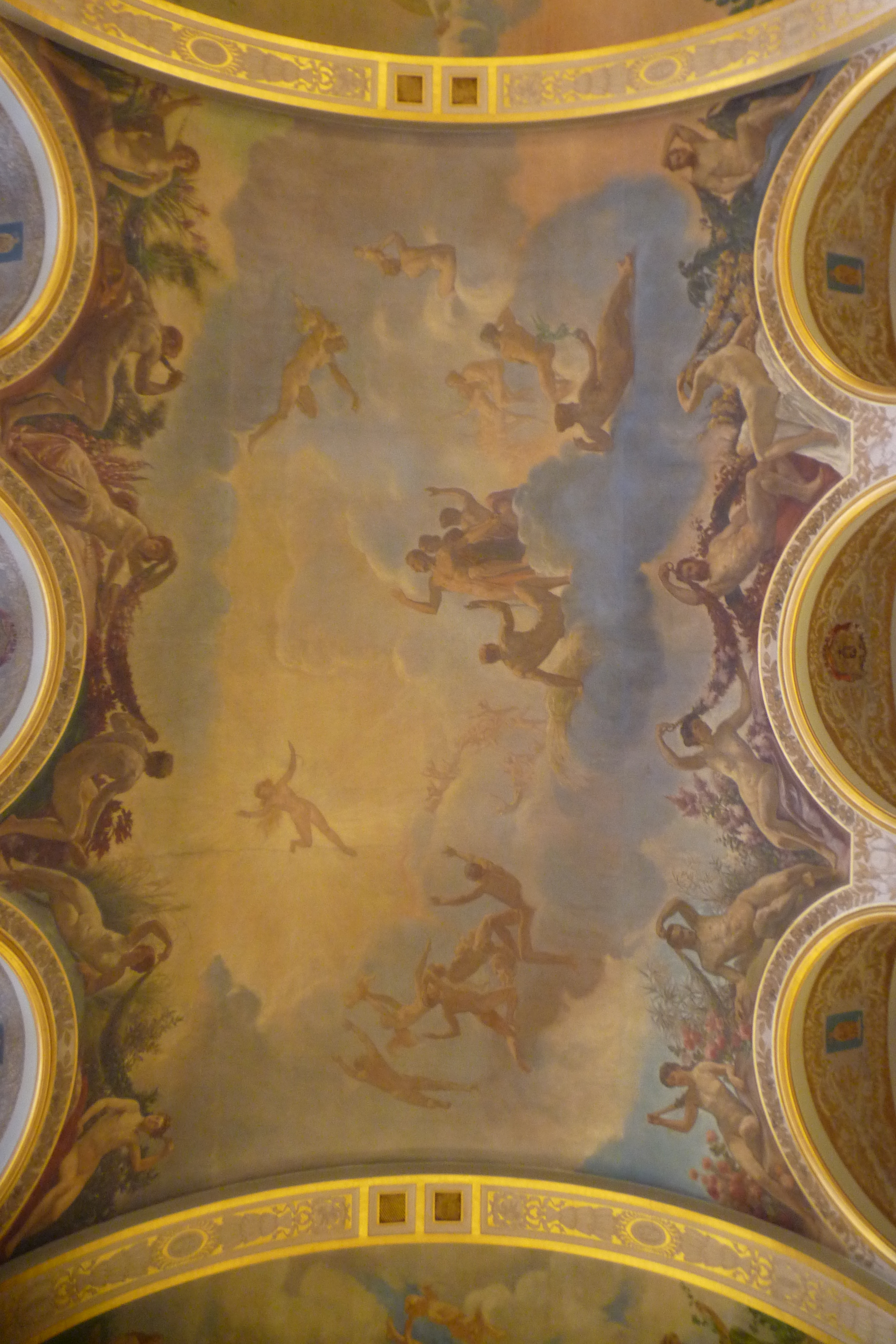
Plafond van Europazaal
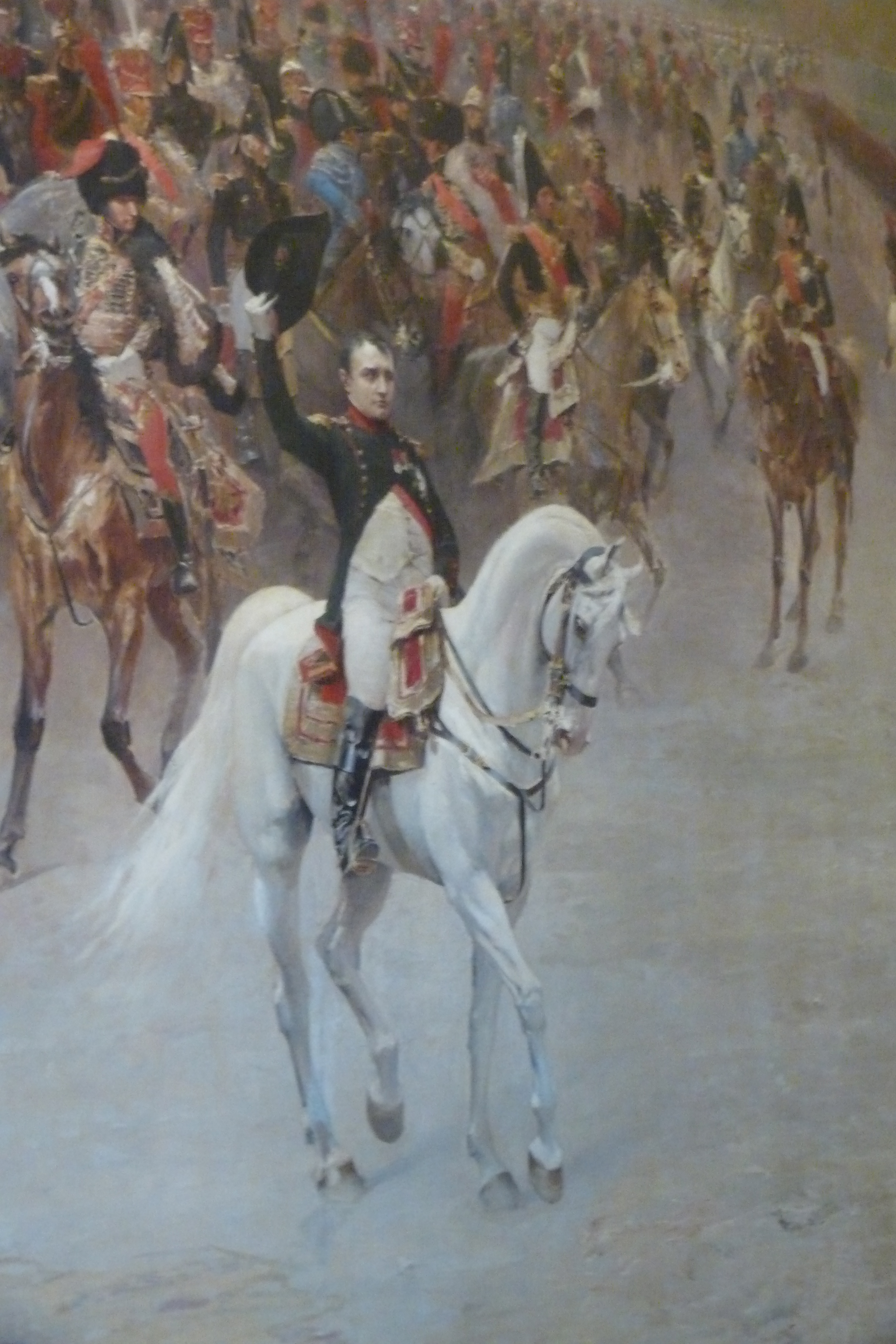
Intocht van Napoleon
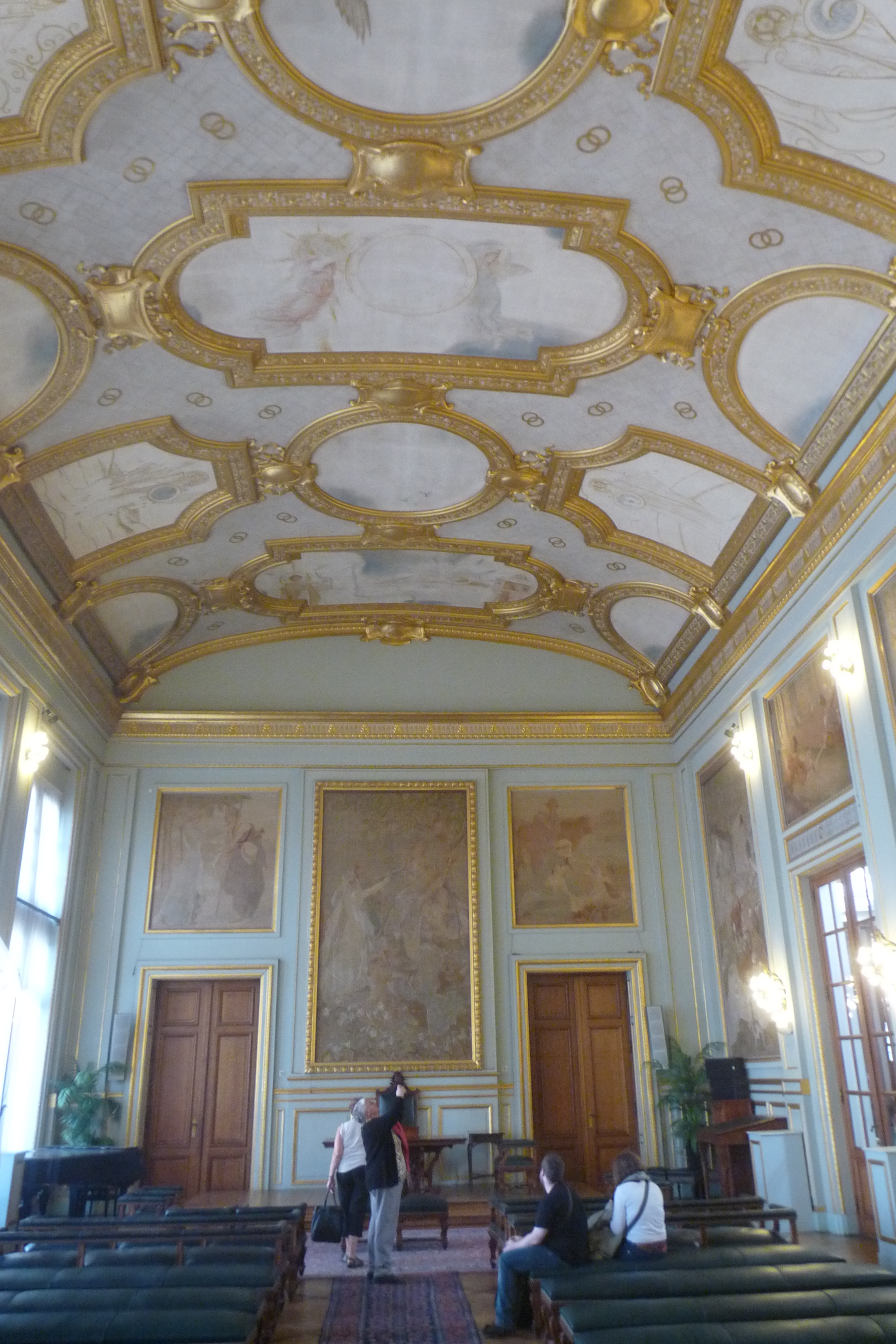
Trouwzaal

## Varia
- De buitenkant van het gemeentehuis van Sint-Gillis is gebruikt als decor voor het gemeentehuis in de Nederlandse films en tv-serie van de familie Flodder.
- Sinds 2017 broedt een koppel slechtvalken in de klokkentoren van het gemeentehuis.[2]

## Voetnoten
1. ↑  Trouwzaal Sint-Gillis gerenoveerd, brusselnieuws.be, 21 mei 2006
2. ↑  Vier slechtvalken geboren in toren gemeentehuis Sint-Gillis, BRUZZ, 19 mei 2025

- Virtual International Authority File: 167083149